# Сандунов, Сила Николаевич
Си́ла Никола́евич Сандуно́в (Силова́н Зандуке́ли) (груз. სილოვან ზანდუკელი; 1756—1820) — русский актёр и предприниматель грузинского происхождения, брат юриста Н. Н. Сандунова и муж певицы Е. С. Сандуновой. Основатель Сандуновских бань.
Происходил из благородной грузинской фамилии Зандукели, представители которого переселились в Россию вместе с окружением грузинского монарха Вахтанга VI в 1724 году. В 1776 году выступил на сцене московского Петровского театра, где сразу занял одно из самых видных мест в труппе. Вскоре был переведён на службу в придворный театр в Санкт-Петербурге, где также сделался любимцем публики.
С 1794 года вновь играл в Москве, где в 1800-х годах занимал место режиссёра. Оставил сцену в 1810 году.

Сандунов был одним из лучших выразителей господствовавшего в то время ложноклассического направления. Играл преимущественно роли плутоватых слуг и подьячих и в этой области был неподражаем, превосходно умея видоизменять один и тот же тип. В устах Сандунова тяжёлые и неповоротливые остроты старинных наших комиков точно преображались; казалось, будто они сейчас только родились у него.— Энциклопедический словарь Брокгауза и Ефрона
Был женат на певице Елизавете Семёновне Урановой, которую по взаимной  любви увел из-под носа влюблённого в неё богатейшего  и влиятельнейшего человека империи графа Безбородко.
Широкую известность получила история замужества Урановой: чтобы избавиться от «ухаживаний» графа А. А. Безбородко, препятствовавшего её браку с Силой Сандуновым, она обратилась за заступничеством к императрице Екатерине II прямо во время спектакля в Эрмитажном театре. Императрица уволила директоров театров Храповицкого и Соймонова, потворствовавших притязаниям Безбородко.
«Сандуновская история» способствовала закреплению за Екатериной репутации добросердечной и милостливой государыни, что было важно на фоне преследования Н. И. Новикова, А. Н. Радищева и других инакомыслящих. Среди историков бытует мнение, что это театральное разоблачение «злодеев», идеально соответствовавшее эстетике нарождавшегося сентиментализма, состоялось если не по инициативе императрицы, то с её ведома. Пушкин изобразил похожую сцену в романе «Капитанская дочка». Венчание Урановой и Сандунова состоялось 14 февраля 1791 года в дворцовой церкви.
Сила Сандунов был похоронен на Лазаревском кладбище в Москве.